# امبالاکیراجی
امبالاکیراجی (به لاتین: Ambalakirajy) یک سکونتگاه مسکونی در ماداگاسکار است که در سوفیا (ماداگاسکار) واقع شده‌است.

## خصوصیات
امبالاکیراجی ۲۰٬۰۰۰ نفر جمعیت دارد و ۴۴۷ متر بالاتر از سطح دریا واقع شده‌است.